# Йортспринзький човен
Йортспринзький човен (дан. Hjortspringbåden) — зшитий човен Залізної доби, найдавніший човен, знайдений у Північній Європі. Датується IV століттям до н. е. Є типом судна, який використовували стародавні германці і кельти за 1000 років до винаходу кораблів вікінгів. Човен знайшли в болоті поблизу маєтку Йортспринг (дан. Hjortspring) на півночі данського острова Альс. Археологічні дослідження проводилися в 1921—1922 роках.
Зовнішня довжина човна 21 метр, внутрішня довжина 13 метрів, у ньому могло розміститися до 23 гребців. Всередині човна було знайдено різні типи кельтської зброї, принесеної у жертву. Зображення однотипних човнів представлені на петрогліфах Північної Європи.

## Конструкція

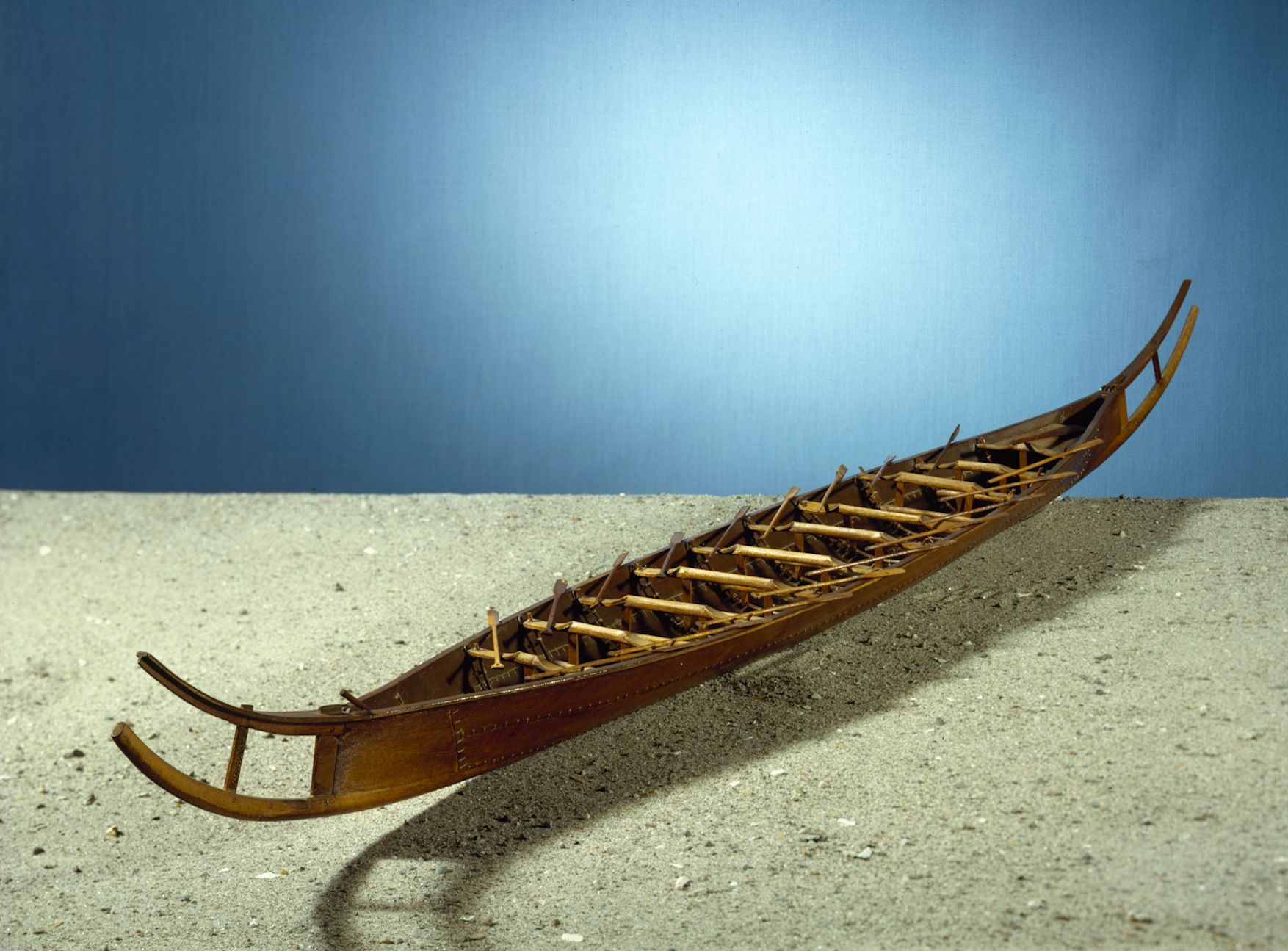
Модель човна з Йортспринга у масштабі 1:50 з Німецького музею у Мюнхені.

Форма і пропорції Йортспринзького човна

Човен за своєю конструкцією належить до «зшитих човнів». Довга колода-довбанка слугує одночасно кілем і днищем човна, а з обох боків до неї прикріплено додаткові липові дошки, що формують корпус човна. Дошки бортів «пришиті» до днища і між собою за допомогою пасів липової кори, ялинового кореня або сирої шкіри. З носа і корми човна виходять по дві пари довгих дерев'яних планок що кріпляться до човна дерев'яними кілками та смолою і утворюють з обох сторін характерні впізнавані «дзьоби». Шпангоути (ребра) човна зроблені з тонких гілок ліщини і прив'язані до штучно вирізаних виступів у бортових дошках. В результаті вийшов великий човен з дуже низькою осадкою, що дозволяло йому впевнено перетинати мілководдя навіть з повним екіпажем і вантажем.
Високий рівень майстерності виконання човна вказує на те, що методи, що використовувались для побудови Йортспринзького човна значно старші за сам човен.

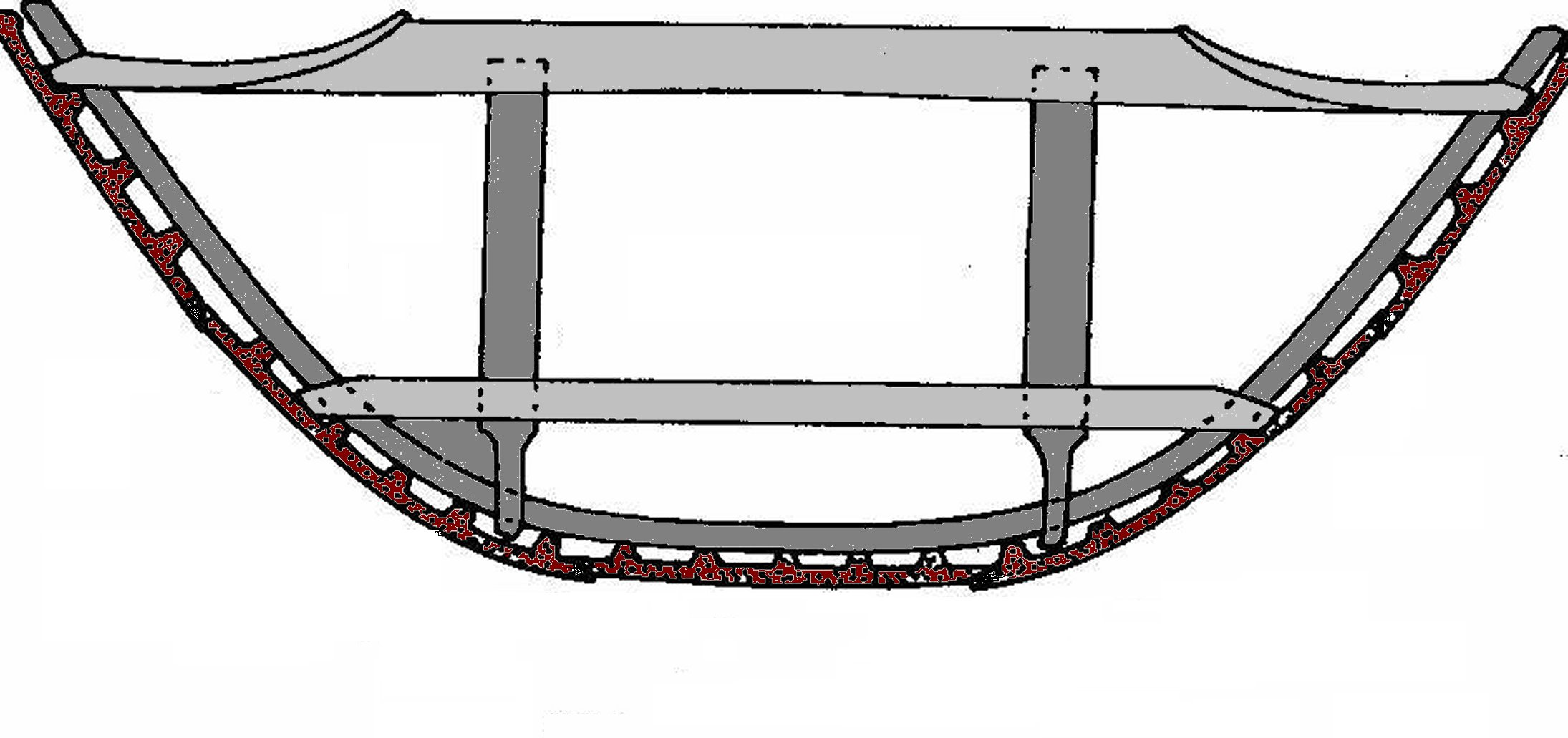
Розріз в міделі

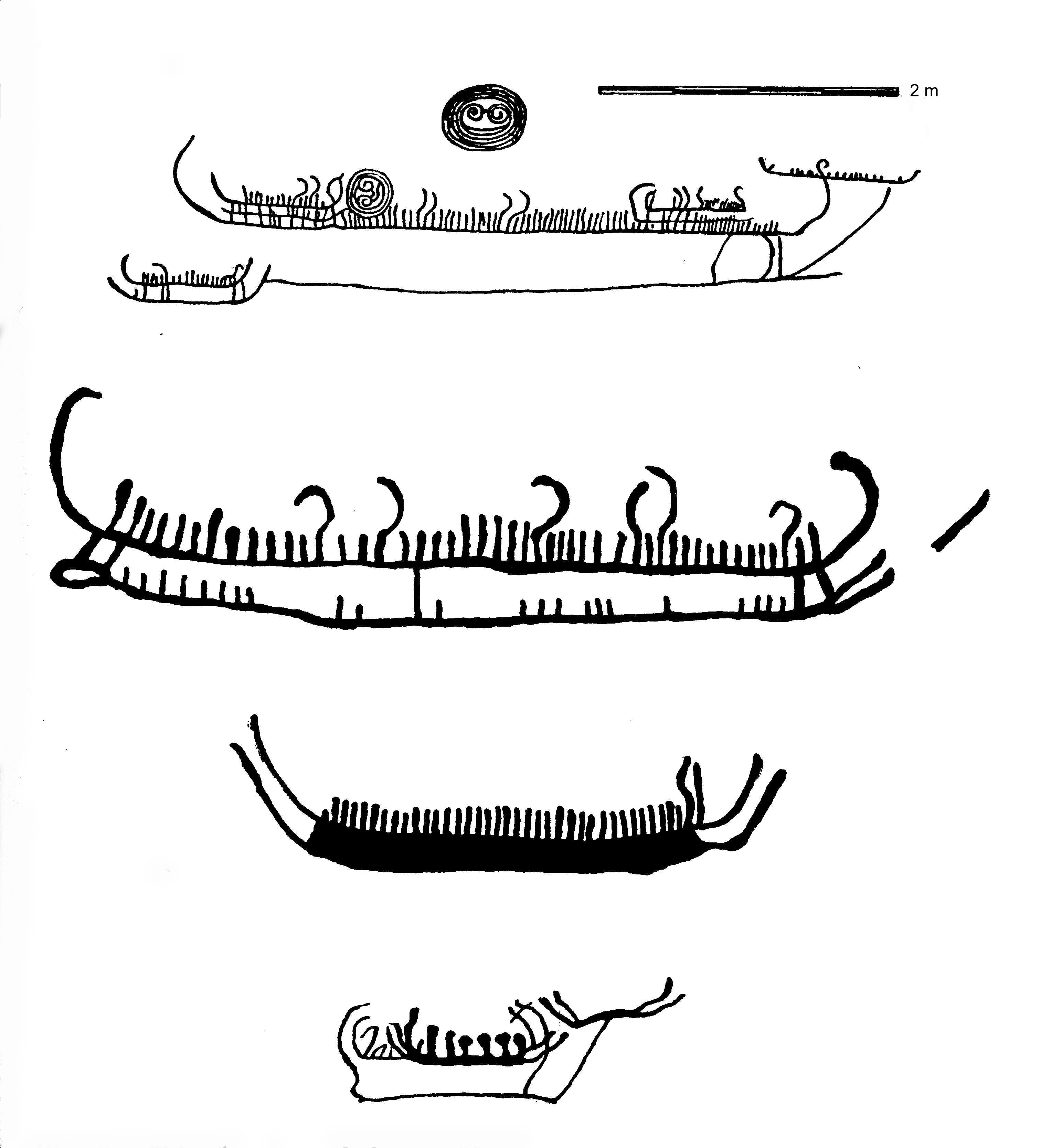
Петрогліфи з зображенням човнів Бронзового часу, подібних до Йортспринзького човна

## Див. також

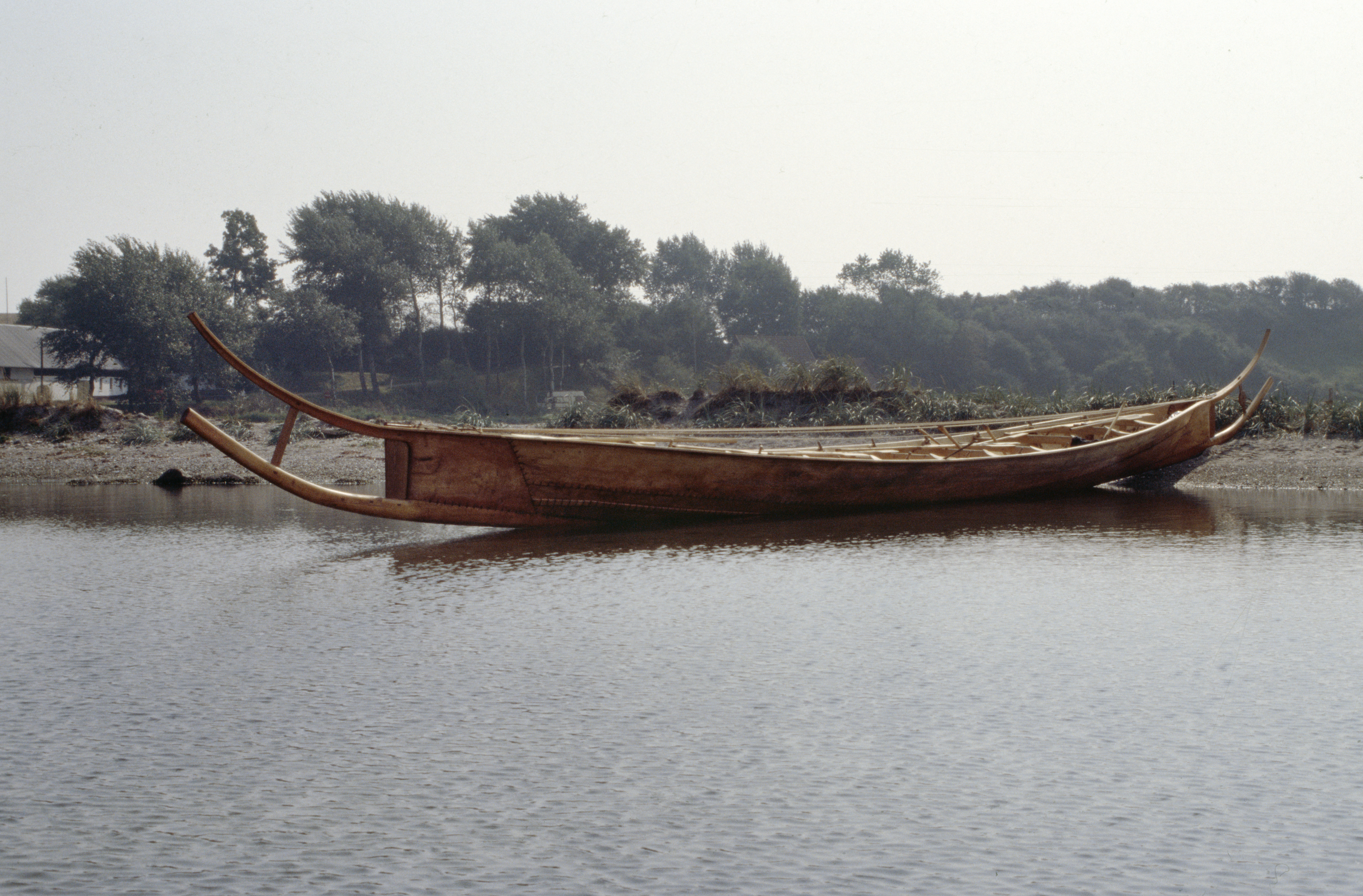
Йорстспринський корабель-6 - повномасштабна реконструкція човна